# GE Capital Aviation Services
GE Capital Aviation Services, dit aussi GECAS est une filiale de GE Commercial Finance, du conglomérat américain General Electric. Le président de GECAS est Henry Hubschman.
GECAS est, avec AerCap, un des plus importants loueurs d'avions de ligne et à ce titre un des premiers clients d'Airbus et de Boeing.
En mars 2020, AerCap annonce l'acquisition de GE Capital Aviation Services pour 30 milliards de dollars, créant un groupe possédant plus de 2000 avions ainsi que 300 hélicoptères.